# Metaptya lucida
Metaptya lucida är en fjärilsart som beskrevs av George Francis Hampson 1905. Metaptya lucida ingår i släktet Metaptya och familjen trågspinnare. Inga underarter finns listade i Catalogue of Life.